# NGC 2490
NGC 2490 est une galaxie lenticulaire compacte située dans la constellation des Gémeaux. NGC 2490 a été découverte par l'astronome irlandais R. J. Mitchell en 1857.

## Caractéristiques
Sa vitesse par rapport au fond diffus cosmologique est de 7 006 ± 14 km/s, ce qui correspond à une distance de Hubble de 103,3 ± 7,2 Mpc (∼337 millions d'al).